# América FC (Natal)
América Futebol Clube (Rio Grande do Norte) (znany na ogół jako América lub América de Natal) – brazylijski klub piłkarski z siedzibą w mieście Natal leżącym w stanie Rio Grande do Norte.
Największym derbowym rywalem klubu jest klub ABC.

## Osiągnięcia
- Campeonato do Nordeste: 1998
- Campeonato Potiguar (31): 1919, 1920, 1922, 1926, 1927, 1930, 1931, 1946, 1948, 1949, 1951, 1952, 1956, 1957, 1969, 1974, 1975, 1977, 1979, 1980, 1981, 1982, 1987, 1988, 1989, 1991, 1992, 1996, 2002, 2003, 2012
- Taça Almir/Norte-Nordeste: 1973
- Copa RN: 2006

## Historia
Klub założony został 14 lipca 1915 roku, blisko dwa tygodnie po narodzinach swego najgroźniejszego lokalnego rywala, klubu ABC. W roku 1919 klub zdobył pierwszy tytuł, wygrywając ligę Liga de Desportos Terrestres, a w pokonanym polu zostawiając kluby Centro i ABC.
W roku 2005 klub zajął drugie miejsce w trzeciej lidze (Campeonato Brasileiro Série C) i awansował do drugiej ligi brazylijskiej (Campeonato Brasileiro Série B).
W 2006 roku czwarte miejsce w drugiej lidze dało awans do pierwszej ligi brazylijskiej (Campeonato Brasileiro Série A).

### Udział w rozgrywkach centralnych
América brała udział w następujących rozgrywkach organizowanych przez Confederação Brasileira de Futebol:
- Taça Brasil: 1968
- Campeonato Brasileiro Série A (14): 1973, 1974, 1975, 1976, 1977, 1978, 1979, 1980, 1981, 1982, 1983, 1997, 1998, 2007
- Campeonato Brasileiro Série B (17): 1972, 1984, 1985, 1986, 1989, 1991, 1993, 1994, 1995, 1996, 1999, 2000, 2001, 2002, 2003, 2004, 2006
- Campeonato Brasileiro Série C (4): 1987, 1988, 1990, 2005
- Copa do Brasil (13): 1989, 1990, 1992, 1993, 1997, 1998, 1999, 2000, 2001, 2002, 2003, 2004, 2007